# Levier (Doubs)
Levier és un municipi francès situat al departament del Doubs i a la regió de Borgonya - Franc Comtat. L'any 2007 tenia 1.905 habitants.

## Demografia

### Població
El 2007 la població de fet de Levier era de 1.905 persones. Hi havia 702 famílies de les quals 231 eren unipersonals (101 homes vivint sols i 130 dones vivint soles), 199 parelles sense fills, 219 parelles amb fills i 53 famílies monoparentals amb fills.
La població ha evolucionat segons el següent gràfic:
Habitants censats

### Habitatges
El 2007 hi havia 789 habitatges, 719 eren l'habitatge principal de la família, 17 eren segones residències i 54 estaven desocupats. 530 eren cases i 229 eren apartaments. Dels 719 habitatges principals, 423 estaven ocupats pels seus propietaris, 268 estaven llogats i ocupats pels llogaters i 28 estaven cedits a títol gratuït; 29 tenien una cambra, 54 en tenien dues, 123 en tenien tres, 134 en tenien quatre i 379 en tenien cinc o més. 585 habitatges disposaven pel capbaix d'una plaça de pàrquing. A 364 habitatges hi havia un automòbil i a 254 n'hi havia dos o més.

### Piràmide de població
La piràmide de població per edats i sexe el 2009 era:
| Homes | Edats   | Dones |
| ----- | ------- | ----- |
| 0     | 95 o +  | 0     |
| 4     | 90 a 94 | 8     |
| 4     | 85 a 89 | 44    |
| 20    | 80 a 84 | 24    |
| 24    | 75 a 79 | 44    |
| 28    | 70 a 74 | 32    |
| 48    | 65 a 69 | 40    |
| 24    | 60 a 64 | 48    |
| 24    | 55 a 59 | 20    |
| 52    | 50 a 54 | 36    |
| 44    | 45 a 49 | 64    |
| 88    | 40 a 44 | 44    |
| 56    | 35 a 39 | 52    |
| 72    | 30 a 34 | 84    |
| 64    | 25 a 29 | 64    |
| 24    | 20 a 24 | 40    |
| 76    | 15 a 19 | 76    |
| 76    | 10 a 14 | 60    |
| 60    | 5 a 9   | 40    |
| 64    | 0 a 4   | 40    |

## Economia
El 2007 la població en edat de treballar era de 1.185 persones, 798 eren actives i 387 eren inactives. De les 798 persones actives 757 estaven ocupades (410 homes i 347 dones) i 41 estaven aturades (14 homes i 27 dones). De les 387 persones inactives 66 estaven jubilades, 206 estaven estudiant i 115 estaven classificades com a «altres inactius».

### Ingressos
El 2009 a Levier hi havia 715 unitats fiscals que integraven 1.788 persones, la mediana anual d'ingressos fiscals per persona era de 16.886 €.

### Activitats econòmiques
Dels 120 establiments que hi havia el 2007, 4 eren d'empreses alimentàries, 1 d'una empresa de fabricació de material elèctric, 1 d'una empresa de fabricació d'elements pel transport, 5 d'empreses de fabricació d'altres productes industrials, 28 d'empreses de construcció, 20 d'empreses de comerç i reparació d'automòbils, 9 d'empreses de transport, 8 d'empreses d'hostatgeria i restauració, 1 d'una empresa d'informació i comunicació, 3 d'empreses financeres, 8 d'empreses immobiliàries, 9 d'empreses de serveis, 15 d'entitats de l'administració pública i 8 d'empreses classificades com a «altres activitats de serveis».
Dels 37 establiments de servei als particulars que hi havia el 2009, 1 era una oficina d'administració d'Hisenda pública, 1 gendarmeria, 1 oficina de correu, 1 una oficina bancària, 1 funerària, 2 tallers de reparació d'automòbils i de material agrícola, 1 autoescola, 2 paletes, 5 guixaires pintors, 3 fusteries, 3 lampisteries, 3 electricistes, 1 empresa de construcció, 4 perruqueries, 1 veterinari, 3 restaurants, 2 agències immobiliàries i 2 salons de bellesa.
Dels 10 establiments comercials que hi havia el 2009, 1 era un hipermercat, 1 una botiga de més de 120 m², 2 fleques, 1 una fleca, 1 una llibreria, 1 una sabateria, 1 una botiga d'electrodomèstics, 1 una botiga de mobles i 1 una joieria.
L'any 2000 a Levier hi havia 27 explotacions agrícoles que ocupaven un total de 1.424 hectàrees.

## Equipaments sanitaris i escolars
L'únic equipament sanitari que hi havia el 2009 era una farmàcia.
El 2009 hi havia 2 escoles elementals. Levier disposava d'un col·legi d'educació secundària amb 180 alumnes.

## Poblacions més properes
El següent diagrama mostra les poblacions més properes.